# Västmanlands runinskrifter 21
Västmanlands runinskrifter 21 är fyra vikingatida runstensfragment av granit som hittades i Äs, Romfartuna socken och Västerås kommun. Runstensfragmenten påträffade 1913 i en källare i Äs. Tre av de fyra fragmenten har direkt passning och mäter tillsammans 70 x 30 centimeter. Stycket utan passning är 33 x 25 centimeter. Vä 21 förvaras på Västmanlands läns museum.

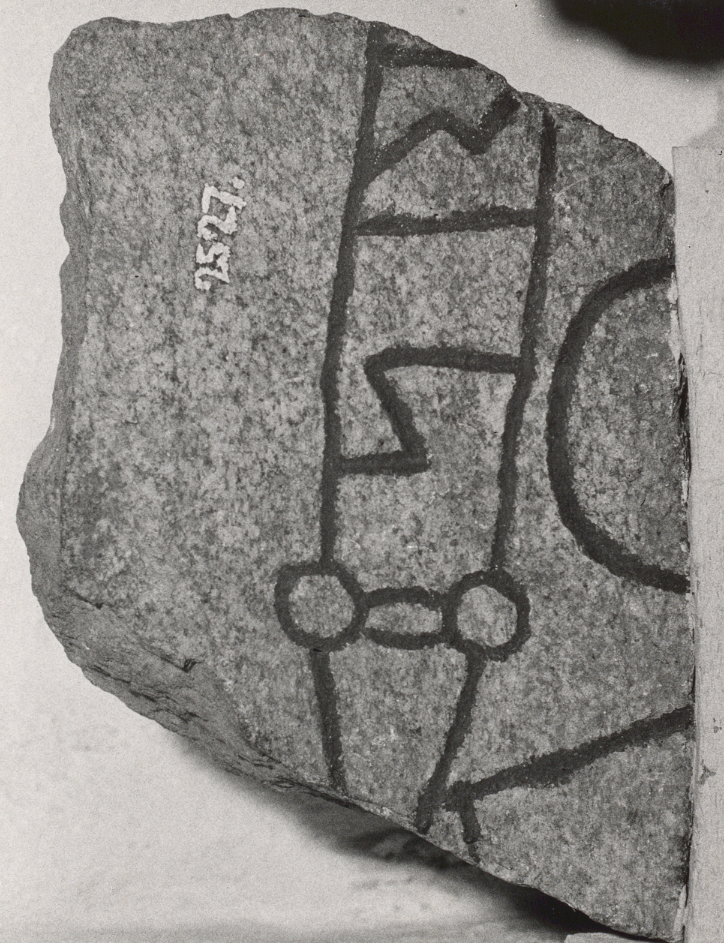
Det fjärde fragmentet.

## Inskriften
Translitterering av runraden:
... ...(n) × þina × at × sta(i)(n)biu-n × ... nrfa × kahsn ... ...ris...
Normalisering till runsvenska:
... [stæi]n þenna at Stæinbio[r]n ... arfa(?) Gansa(?)/Knasa(?) ... ...
Översättning till nusvenska:
... denna sten efter Stenbjörn ... Gansis(?)/Knasis(?) arvtagare ...